# Mimmo Palmara
Mimmo Palmara (nom de naissance : Domenico Palmara), crédité aussi sous le nom de Dick Palmer, né le 25 juillet 1928 à Cagliari et mort le 10 juin 2016 à Rome, est un acteur et comédien de doublage italien.

## Biographie
Mimmo Palmara fréquente les cours de l'Académie nationale d'art dramatique de Rome, où il se diplôme en 1949. Il est aussi un boxeur et un joueur de rugby.
Il commence sa carrière dans les années 1950, récitant dans de petites productions de péplums particulièrement en vogue à l'époque. 
Par la suite, il joue dans les westerns sous le nom de Dick Palmer.
Une fois le filon du western spaghetti épuisé, Mimmo Palmara se tourne vers le doublage en fondant en 1967 la SINC Cinematografica, société spécialisée dans ce genre. En parallèle, dans les années 1970, il tourne dans des films policiers.

## Filmographie partielle
- 1952 :

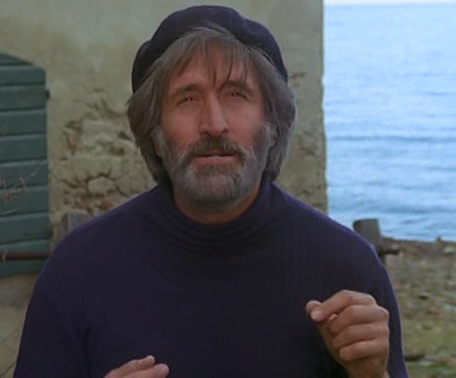
Mimmo Palmara dans La lycéenne a grandi (1975)

  - Amours interdites (Inganno) de Guido Brignone
  - La Reine de Saba de Pietro Francisci
- 1953 : Du soleil dans les yeux (Il sole negli occhi) d'Antonio Pietrangeli
- 1954 :
  - Senso de Luchino Visconti
  - Attila, fléau de Dieu de Pietro Francisci
  - La Fille du fleuve de Mario Soldati
  - Du sang dans le soleil de Mario Monicelli
- 1956 :
  - Guerre et Paix de King Vidor
  - Roland, prince vaillant (Orlando e i paladini di Francia) de Pietro Francisci
  - Terreur sur Rome (Terrore sulla città) d'Anton Giulio Majano
- 1959 : Seule contre Borgia (Caterina Sforza, la leonessa di Romagna) de Giorgio Walter Chili
- 1961 :
  - Goliath contre les géants (Goliath contro i giganti) de Guido Malatesta
  - Hercule à la conquête de l'Atlantide (Ercole alla conquista di Atlantide) de Vittorio Cottafavi
  - La Guerre de Troie de Giorgio Ferroni
  - Le Colosse de Rhodes de Sergio Leone
- 1962 : Rendez-vous sur la Riviera (Appuntamento in Riviera) de Mario Mattoli
- 1963 :
  - Sandokan, le tigre de Bornéo d'Umberto Lenzi
  - Les Dix Gladiateurs (I dieci gladiatori) de Gianfranco Parolini : Tigellin
  - Les Canons de San Antiogo de Giacomo Gentilomo et Guido Zurli
  - Goliath et l'Hercule noir  (Goliath e la schiava ribelle) de Mario Caiano
- 1964 :
  - Ursus l'invincible (Gli invincibili tre) de Gianfranco Parolini
  - Mon colt fait la loi (Le pistole non discutono) de Mario Caiano
- 1965 : 
  - Les Frères Dynamite (Johnny West il mancino) de Gianfranco Parolini : Johnny West
- 1967 :
  - Il bello, il brutto, il cretino de Giovanni Grimaldi
  - Poker au colt (Un poker di pistole) de Giuseppe Vari
  - Superman contre les robots (Come rubare la corona d'Inghilterra) de Sergio Grieco
- 1968 :
  - Pour un dollar je tire d'Osvaldo Civirani
  - Django, prépare ton exécution (Execution) de Domenico Paolella : Clint Clips
  - Una forca per un bastardo d'Amasi Damiani
  - Le Fils de l'Aigle noir (Il figlio di Aquila Nera) de Guido Malatesta
  - L'Évadé de Yuma (Vivo per la tua morte) de Camillo Bazzoni
  - À genoux, Django (Black Jack) de Gianfranco Baldanello
  - ...E venne il tempo di uccidere de Vincenzo Dell'Aquila
- 1969 : La Vengeance est mon pardon (La vendetta è il mio perdono) de Roberto Mauri : Jack Quartz
- 1970 : La révolte gronde à Bornéo (Le tigri di Mompracem) de Mario Sequi : un malais
- 1971 :
  - ...e lo chiamarono Spirito Santo de Roberto Mauri
  - Sartana, pistolet pour cent croix (Una pistola per cento croci) de Carlo Croccolo : Luis/Frank Damon
- 1973 : Il vicino di casa de Luigi Cozzi
- 1974 : La Révolte des gladiatrices (The Arena), de Steve Carver : Rufinius
- 1975 : La lycéenne a grandi (Quella età maliziosa) de Silvio Amadio
- 1978 :
  - Un flic explosif (Un poliziotto scomodo) de Stelvio Massi
  - Barracuda de Harry Kerwin
- 1987 : Sicilian Connection de Tonino Valerii
- 1991 : Ventottesimo minuto de Paolo Frajoli